# Aeroportul Municipal Palmer
Aeroportul Municipal Palmer (IATA: PAQ, ICAO: PAAQ, FAA LID: PAQ) este un aeroport din Alaska, Statele Unite ale Americii. Aeroportul a fost tranzitat în 2019 de 428 de pasageri.
Situat la o altitudine de 74 m, aeroportul dispune de 2 piste.

## Infrastructură

### Piste
Aeroportul dispune de 2 piste. Pista 09/27 are suprafața de asfalt și dimensiunile 3.617 picioare × 75 picioare. Pista 16/34 are suprafața de asfalt și dimensiunile 6.009 picioare × 100 picioare. 